# Suprastruktur

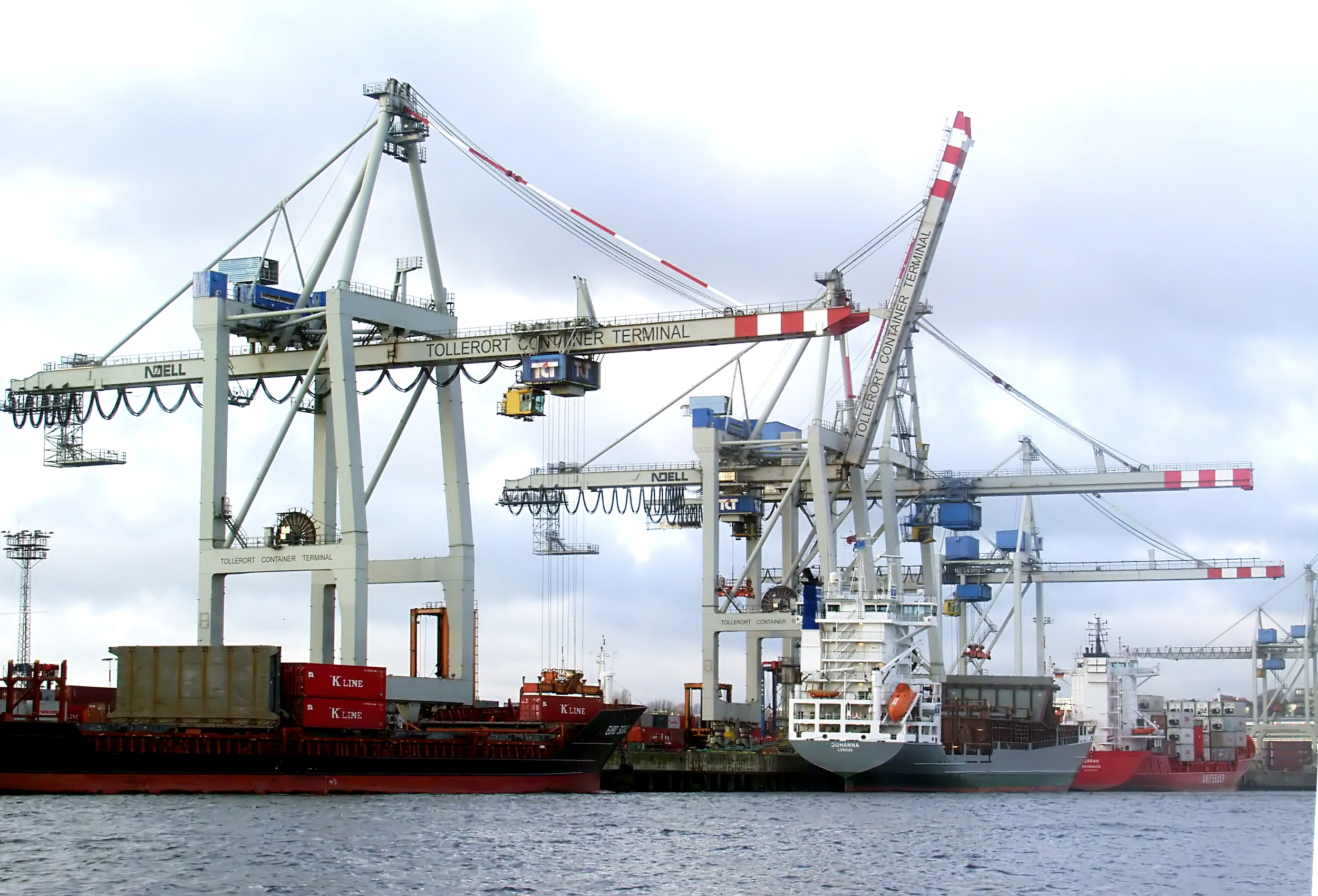
Die Kaje (Kai) gehört zur Infrastruktur eines Hafens, die Krane gehören zur Suprastruktur

Die Suprastruktur (von lateinisch supra ‚oberhalb‘ und lateinisch structura ‚Zusammenfügung‘) bezeichnet – als Gegenbegriff zu Infrastruktur – Oberbauten wie z. B. jegliche Arten von Gebäuden (Lagerhallen, Büro- und Wohngebäude etc.) sowie alle Arten von technischem Gerät (Krane, Rampen etc.) oberhalb der Kaikante.
Die Verkehrsfläche auf dem Kai, Gleisanlagen und Zufahrten sowie der Kai selbst mit dem Hafenbecken davor sind ein Teil der Infrastruktur des Hafens und werden vom Grundeigentümer der Immobilie erstellt. Die Kaikrane und die Flurförderzeuge sind beweglich und somit keine Immobilie. Sie gehören also zur Suprastruktur des Hafens. Für spezielle Aufgabengebiete wie beispielsweise die Installation von Offshore-Windenergieanlagen ist eine spezialisierte Infra- und Suprastruktur in Häfen notwendig.